# Deion Branch
Anthony Deion Branch Jr. (født 18. juli 1979 i Albany, Georgia, USA) er en amerikansk footballspiller (wide receiver), der i øjeblikket er free agent. Branch kom ind i ligaen i 2002 og har tidligere spillet for New England Patriots, Seattle Seahawks og Indianapolis Colts.
Branch nåede i sin tid hos New England Patriots at vinde to Super Bowls, (XXXVIII og XXXIX), i sidstnævnte blev han desuden valgt som MVP, kampens mest værdifulde spiller.

## Klubber
- New England Patriots (2002−2005)
- Seattle Seahawks (2006−2010)
- New England Patriots (2010−2012)
- Indianapolis Colts (2013)